# Saqayn (huyện)
Huyện Saqayn là một huyện thuộc tỉnh Sa`dah, Yemen. Đến thời điểm năm 2003, huyện này có dân số 52521 người